# Vasilij Perov
Vasilij Grigorjevič Perov, původním jménem Vasilij Grigorjevič Vasiljev, rusky Василий Григорьевич Перов (2. ledna 1834, Tobolsk – 10. června 1882, Kuzminki) byl ruský malíř, představitel realismu druhé poloviny 19. století, jeden ze zakládajících členů uměleckého sdružení peredvižniků.

## Perov v kontextu ruských dějin
Období poloviny 19. století v Rusku patřilo k nejbouřlivější a průlomovým v celých dějinách země. Události, které jí hýbaly, byly přímým důsledkem společenských proměn vyvolaných revolučním vystoupením děkabristů ve dvacátých letech. Příklad revolučních demokratů následovala generace ruských umělců, pro jejichž nové estetické a společenské názory byly východiskem jejich umělecké tvorby. Mezi příslušníky tohoto proudu ve výtvarném umění patřil i Vasilij Grigorjevič Perov. Jeho dílo interpretovalo ty myšlenky, které byly pro toto období nejcharakterističtější: boj proti samoděržaví, pravoslaví a přežitkům feudálního společenského řádu.
Vasilij Grigorjevič Perov patří k největším zjevům ruského výtvarného umění. Byl prvním ruských z umělců, který zobrazil ve svých dílech odpor lidových mas proti bezpráví a útlaku, v jakém se země nacházela v druhé polovině 19. století. Vyzýval k humánnosti a bojoval za lidskou důstojnost. Ve své umělecké činnosti uskutečňoval velké ideje radikálních demokratů. Jeho obrazy odrážející sociální úroveň v zemi se staly důležitým mezníkem ve vývoji ruského malířství. Na novou úroveň pozvedl umění portrétovat člověka, s důrazem na zachycení individuálních rysů portrétované osobnosti. Nezanedbatelným přínosem Perovova uměleckého projevu jsou jeho krajinomalby či do krásné ruské přírody zasazené citově poetické scény.

## Dětství a mládí
Narodil se 2. ledna 1834 (21. prosince 1833 podle starého kalendáře). Byl nemanželským dítětem státního úředníka v západosibiřském městě Tobolsk, správním středisku stejnojmenné gubernie. Zásluhou svého otce, příslušníka baronského rodu Kridenerovců, volnomyšlenkáře a sympatizanta dekabristů (tyto projevy nakonec zapříčinily, že byl vypovězen ze státní služby), vyrůstal ve svobodném prostředí, které formovalo jeho dětskou duši.
První vzdělání dostal v rodině. Už v dětství se u něj projevoval cit pro grafiku a písmo, díky čemuž dostal přezdívku Perov (tj. "ten kdo dobře ovládá pero"). V roce 1846 ukončil všeobecné vzdělání a začal studovat na umělecké škole ve městě Arzamas v Nižegorodské gubernii. Nesmírný talent a houževnatost ho v roce 1853 přivedly na Moskevskou školu malířství, sochařství a architektury. Protože jako nemanželský syn nosil příjmení svého kmotra Vasiljev, někdejší přezdívku Perov přijal za své úřední příjmení. Během studia navázal přátelství s pozdějším významným malířem-krajinářem Ivanem Ivanovičem Šiškinem. Studium ukončil v září 1861.

## Umělecké začátky
Pozornost upoutal již prvními samostatnými pracemi. Obrazy Příjezd četnického velitele na vyšetřování (1857), Kostelníkův syn ve své první hodnosti (1860) a Kázání na venkově (1861) předznamenaly jeho další umělecký vývoj směrem k realismu. Dílo Příjezd četnického velitele, Perovova prvotina, mu vynesla ocenění velkou stříbrnou medailí v roce 1858 a za malbu Kázání na venkově (jeho diplomová práce) dostal v roce 1861 dokonce medaili zlatou.

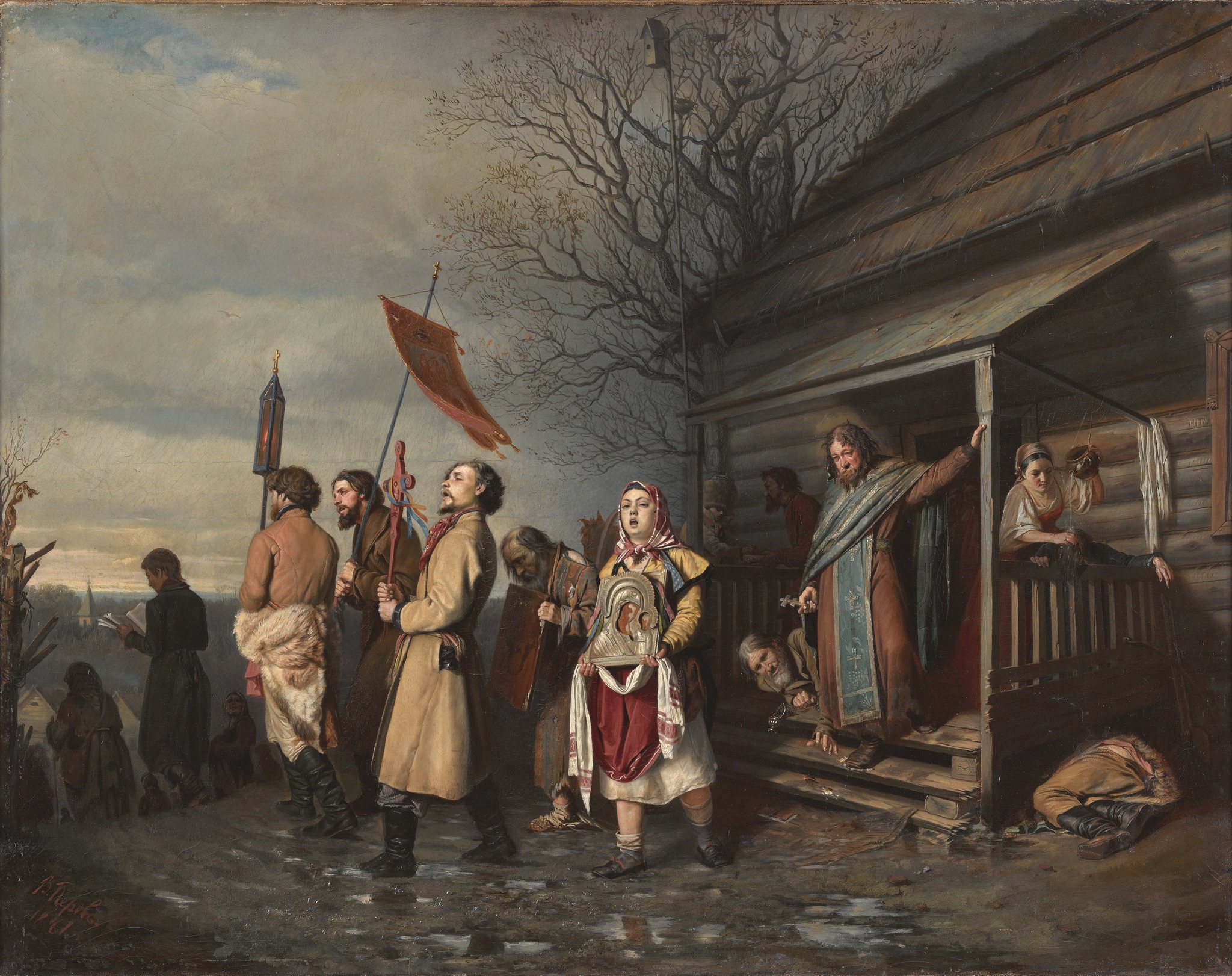
Vesnické křížové procesí na Velikonoce, 1861, olej na plátně, Státní Treťjakovská galerie, Moskva

V tom stejném roce dokončil obraz Vesnické křížové procesí na Velikonoce, který se stal svým satirickým obsahem nejodvážnějším v jeho dosavadní tvorbě. V roce 1862 ho malíř vystavil na umělecké výstavě v Petrohradu. Dílo zde upoutalo pozornost mimořádného počtu návštěvníků, ale vzhledem k jeho provokujícímu obsahu dostal příkaz obraz odstranit. Obraz, vyznačující se nejen kritikou společenského zřízení, ale i zajímavou formou, vzápětí pro svou galerii koupil sběratel umění Pavel Michajlovič Treťjakov.
Zlatá medaile za obraz Kázání na vesnici v roce 1861 mu zajistila právo na stipendijní cestu do zahraničí. Už v zimě následujícího roku vycestoval do Francie, kde setrval další dva roky. Pobyt v „Mekce umělců“ a studium života městské chudiny znamenaly velký přínos pro jeho následující umělecký vývoj. Během pařížského pobytu vzniklo několik prací, např. Flašinetář na bulváru v Paříži, Pohřeb v chudé čtvrti v Paříži či Savoyard.
Po odchodu z Paříže strávil dva měsíce v Itálii a hned nato se vrátil do vlasti. Usadil se v Moskvě, kde prožil celý zbytek života.
Období po návratu do Moskvy znamenalo zrod jeho nejzávažnějších děl líčících život nejnižších lidových vrstev. V letech 1865–1866 vznikla díla Vyprovázení mrtvého (1865), Trojka (1866) a Příjezd vychovatelky do kupcova domu (1866). Za vytvoření dvou posledně jmenovaných děl získal Perov titul akademika.

## Perov zralým umělcem
Od poloviny šedesátých let lze o Perovově díle mluvit jako o díle vyzrálého umělce. Obrazy tohoto období se vyznačovaly dokonalostí uměleckého projevu; po námětové stránce velký význam v jeho dílech nabyla krajina.
Toto období přineslo pro Perova i ocenění v zahraničí. Obrazy Vyprovázení mrtvého, Trojka, Diletant a Kostelníkův syn ve své první hodnosti měly velký úspěch na mezinárodní výstavě umění v Paříži v roce 1867.
Ve stejném roce namaloval obraz s hlubokým sociálně-psychologickým námětem -Utonutí. Přes osobní tragédii utopené mladé ženy Perov reagoval na velmi závažný problém soudobého Ruska - postavení ženy ve společnosti.

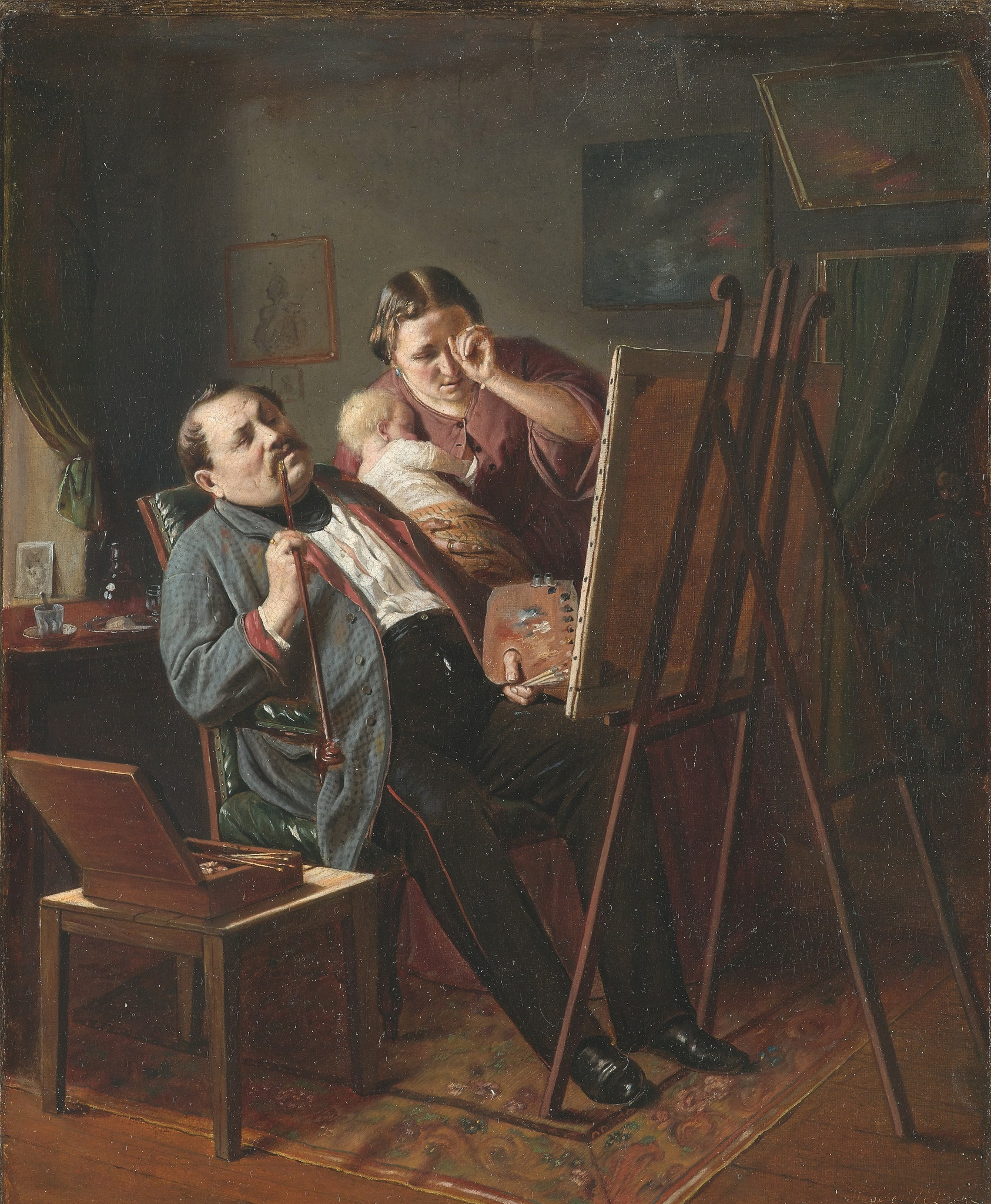
Diletant, 1862, olej na plátně, Státní Treťjakovská galerie, Moskva

Pro Perovovu tvorbu druhé poloviny šedesátých let je charakteristické zachycení života v celé jeho rozmanitosti. Roky 1870 - 1871 znamenaly ve vývoji ruského umění zásadní průlom. Uvedené roky jsou považovány za roky zrodu peredvižniků, uměleckého sdružení ruských výtvarníků druhé poloviny 19. století. Již v roce 1869 Perov organizoval moskevskou skupinu výtvarníků, která se v následujícím roce spojila s petrohradskou na čele s Ivanem Nikolajevičem Kramským. Perov se stal jedním z nejaktivnějších členů sdružení a sedm let byl členem předsednictva. Už na první putovní výstavě peredvižniků se objevily dvě Perovova díla -Odpočinek myslivce (1871) a Rybář (1871).
13. března 1871 byl Perov jmenován profesorem školy, kterou před deseti lety ukončil. S působením na půdě školy spojil všechny následující roky života. Jako pedagog hrál významnou roli při rozvoji realistického malířství; k jeho předním žákům patřili Andrej Petrovič Rjabuškin, Isaak Iljič Levitan či Nikolaj Alexejevič Kasatkin.
Na přelomu šedesátých a sedmdesátých let vytvořil Perov sérii obrazů, otevírajících novou kapitolu v portrétním malířství. Perov se stal mistrem zejména mužského portrétu a mezi jeho obrazy najdeme podobizny významných představitelů především uměleckého prostředí. Svá nejhodnotnější díla namaloval v letech 1869 - 1872. Za jeho první dílo této kategorie lze pokládat Portrét spisovatele a lékaře V- V. Bezsonova, Perovova přítele. K významným portrétní dílům patří též podobizny spisovatelů Alexandra Nikolajeviče Ostrovského, Fjodora Michajloviče Dostojevského a Ivana Sergejeviče Turgeněva.
Umělecký projev Vasilije Perova nemohl obejít ani historické malířství. Jako mnoho malířů před ním i po něm se chtěl Perov podílet na pozdvihnutí veřejného zájmu o dějiny vlastního národa. Ale zatímco ostatní velcí umělci se omezovaly na zachytávání významných událostí a působení historických osobností, Perova zajímala masová lidové hnutí. Přitahovalo ho povstání Stěnky Razina, Pugačovovo povstání a boj Rusů s Tatary za nezávislost. Dokladem toho jsou obrazy Pugačovův soud (1875) a Nikita Pustoviat (1881).
Hodně ze svých záměrů se mu nepodařilo naplnit. Onemocněl tuberkulózou, jíž podlehl 10. června (29. května) 1882 ve věku čtyřiceti osmi let. Jeho tělesné ostatky jsou dnes uloženy na moskevském donském hřbitově. Ještě v témže roce uspořádali velkou posmrtnou výstavu jeho díla, která ukázala nesmírný význam jeho díla při rozvoji ruského kritického realismu.

## Literární tvorba Perova
Méně známá je Perovova literární činnost. I v ní chtěl zachytit duši prostého člověka a i když se k literatuře obrátil až v pozdějších letech svého života, náměty pocházejí ze staršího období a někdy se kryjí se staršími pracemi výtvarnými. Například asi nejuznávanější novela Tetička Marja se svým námětem váže na zrod obrazu Trojka.

## Galerie

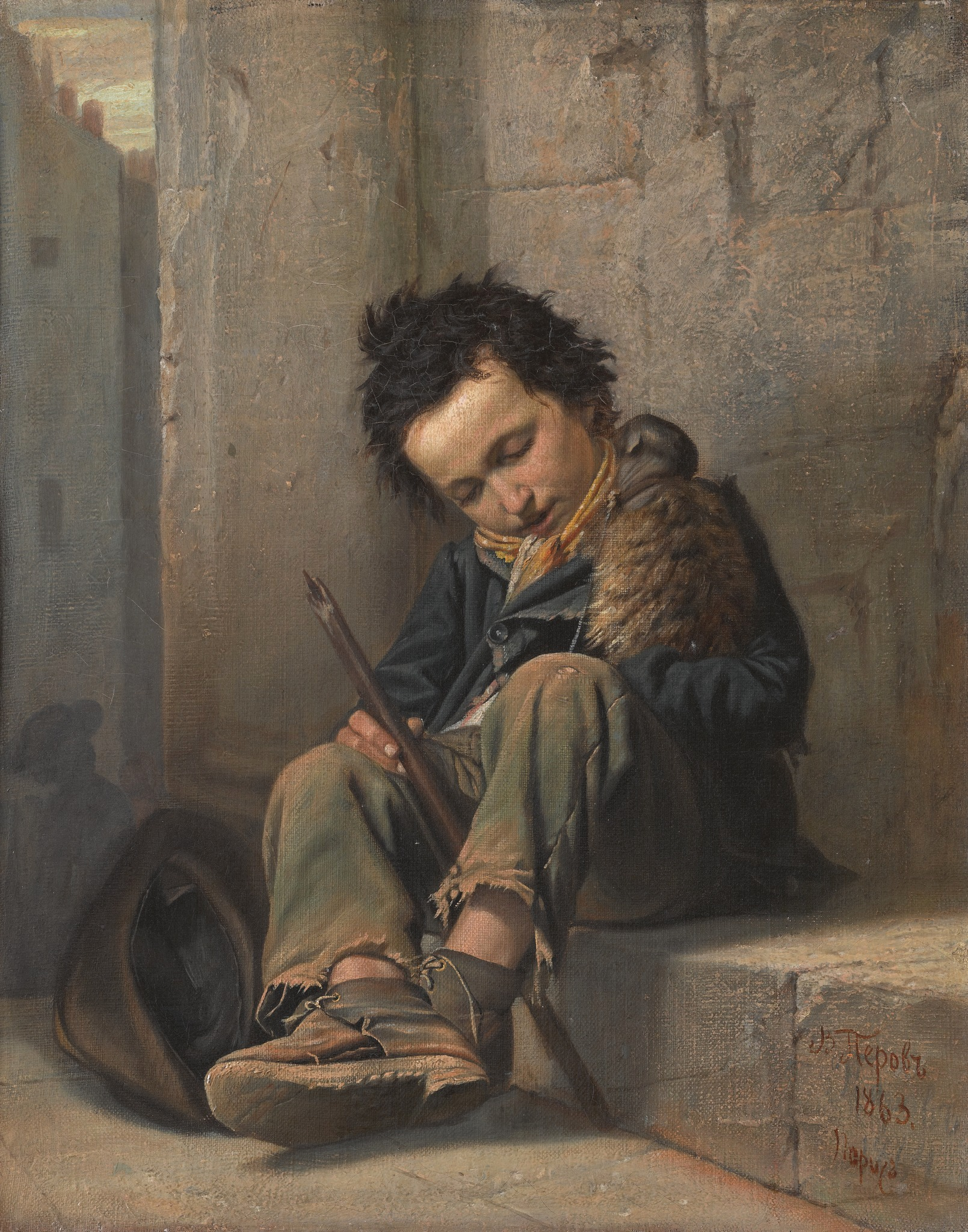
Savoyard, 1863, olej na plátne
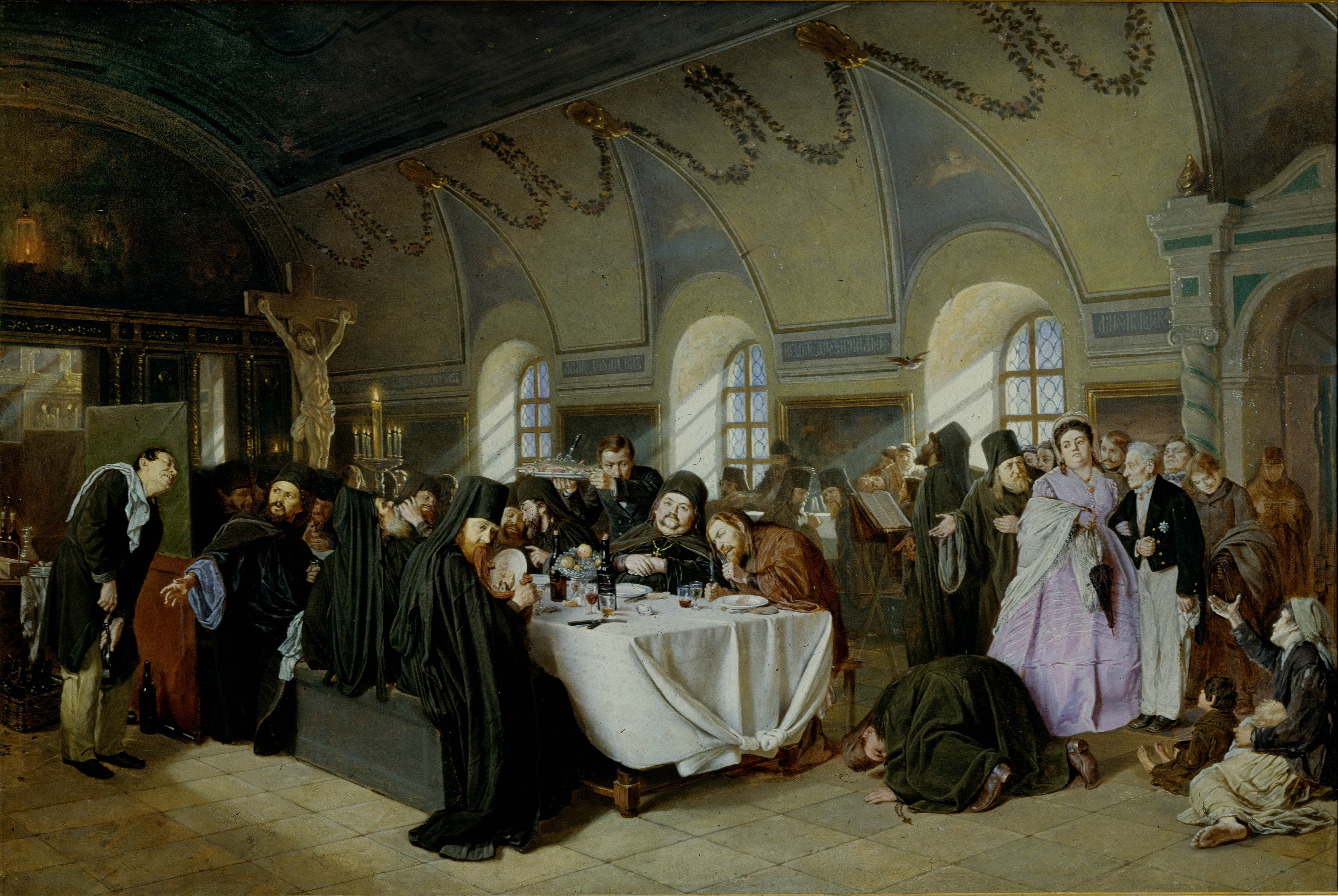
Klášterní refektár, 1865, olej na plátně
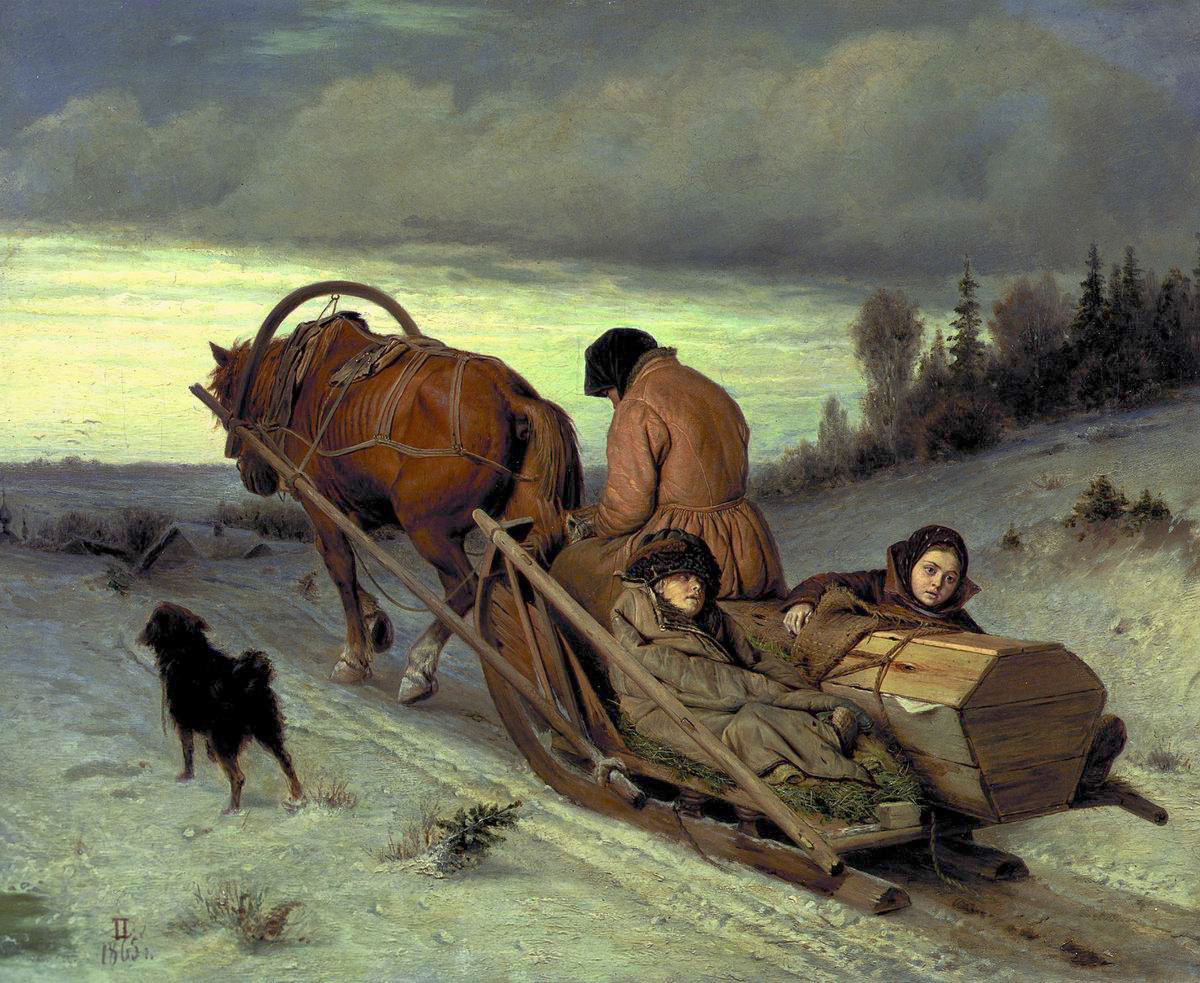
Vyprovázení mrtvého, 1865, olej na plátně
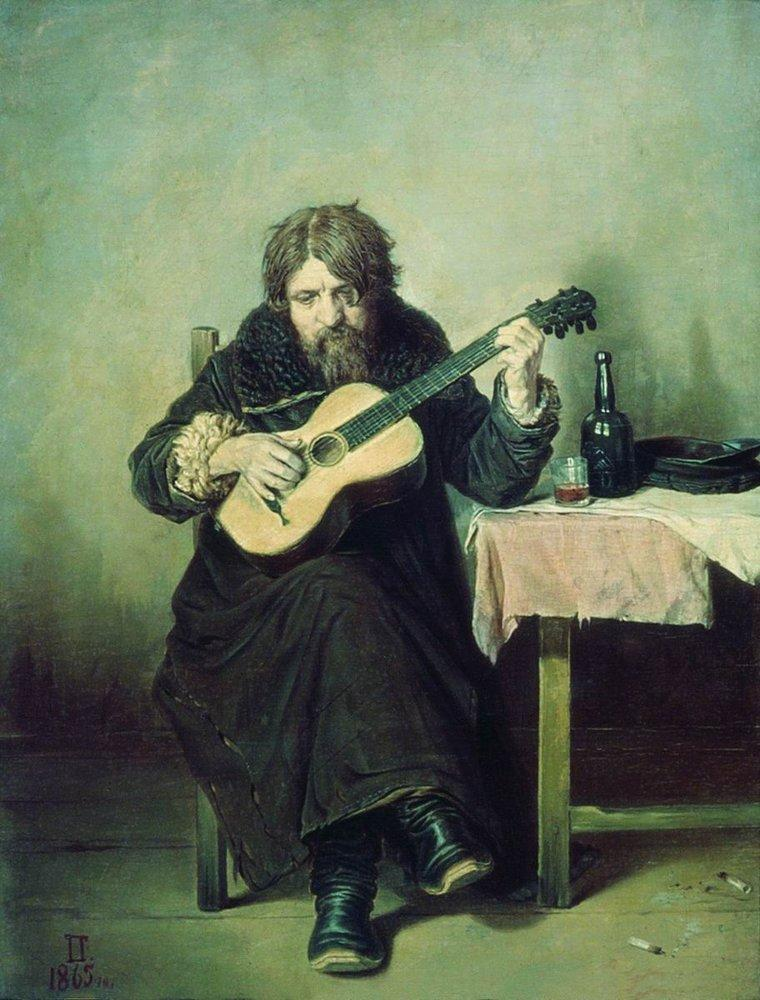
Kytarista - venkovský ubožák, 1865, olej na plátně
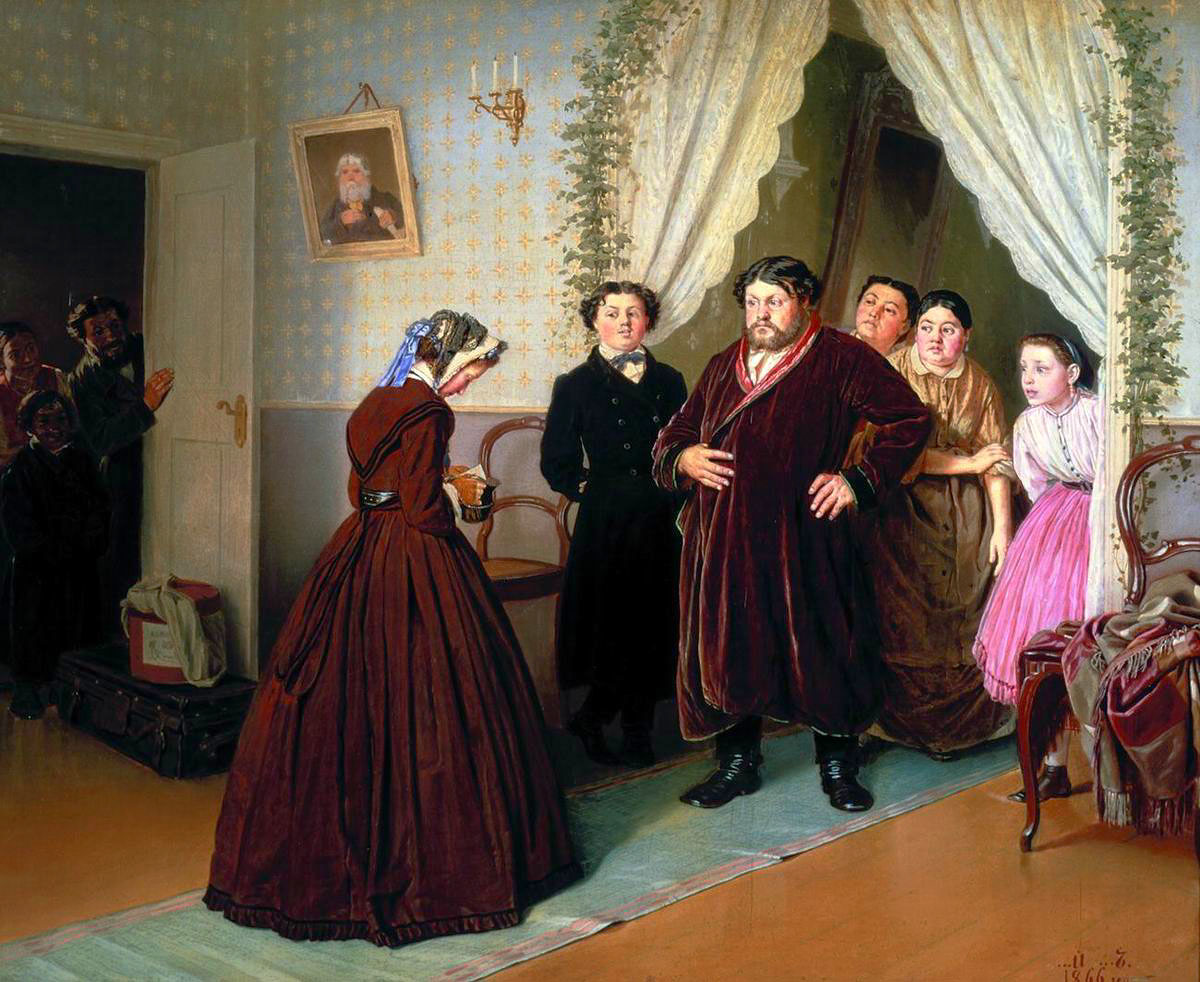
Příchod vychovatelky do kupcova domu, 1866, olej na dřevě
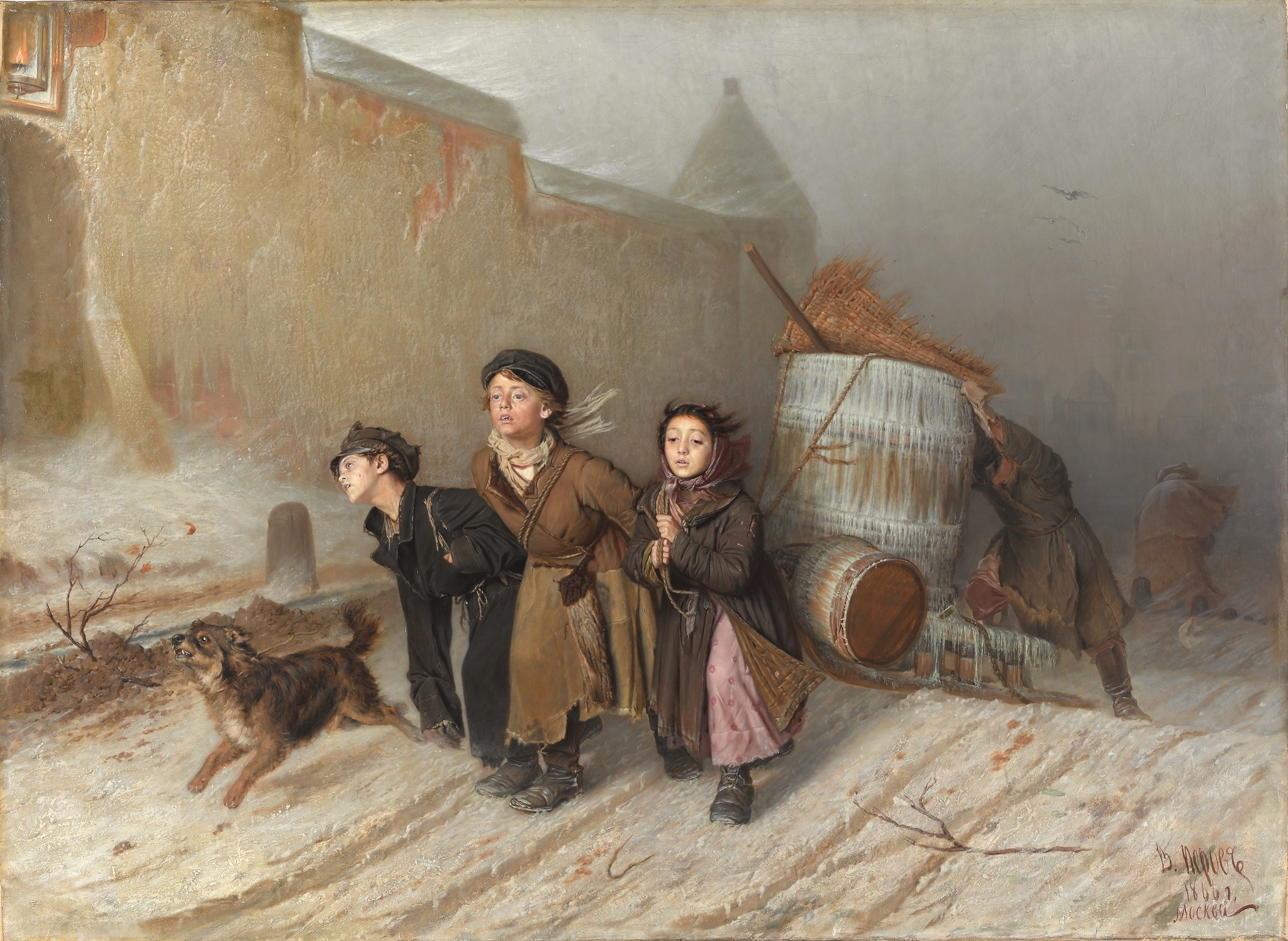
Trojka, 1868, olej na dřevě
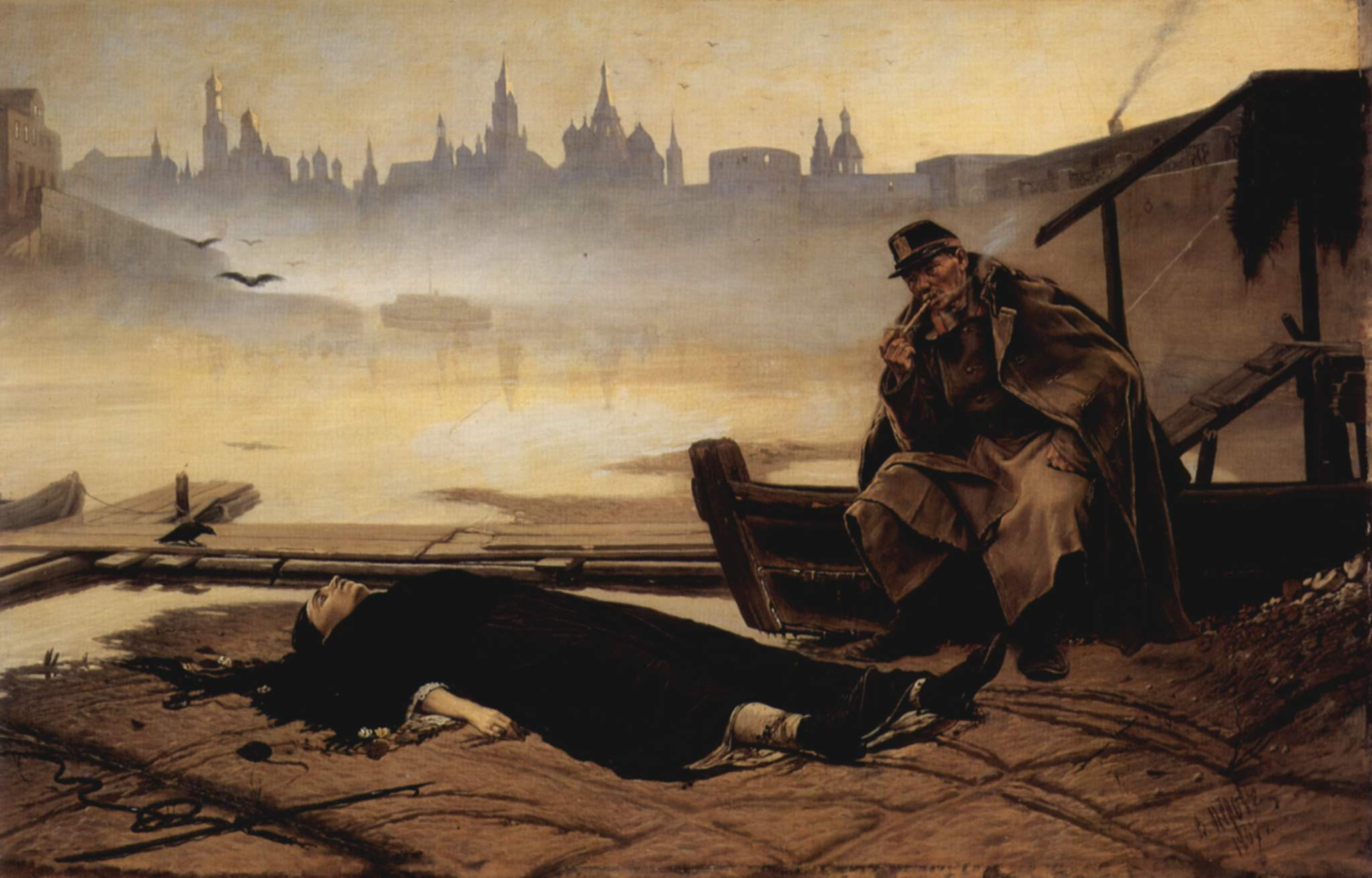
Utopená, 1867, olej na plátně
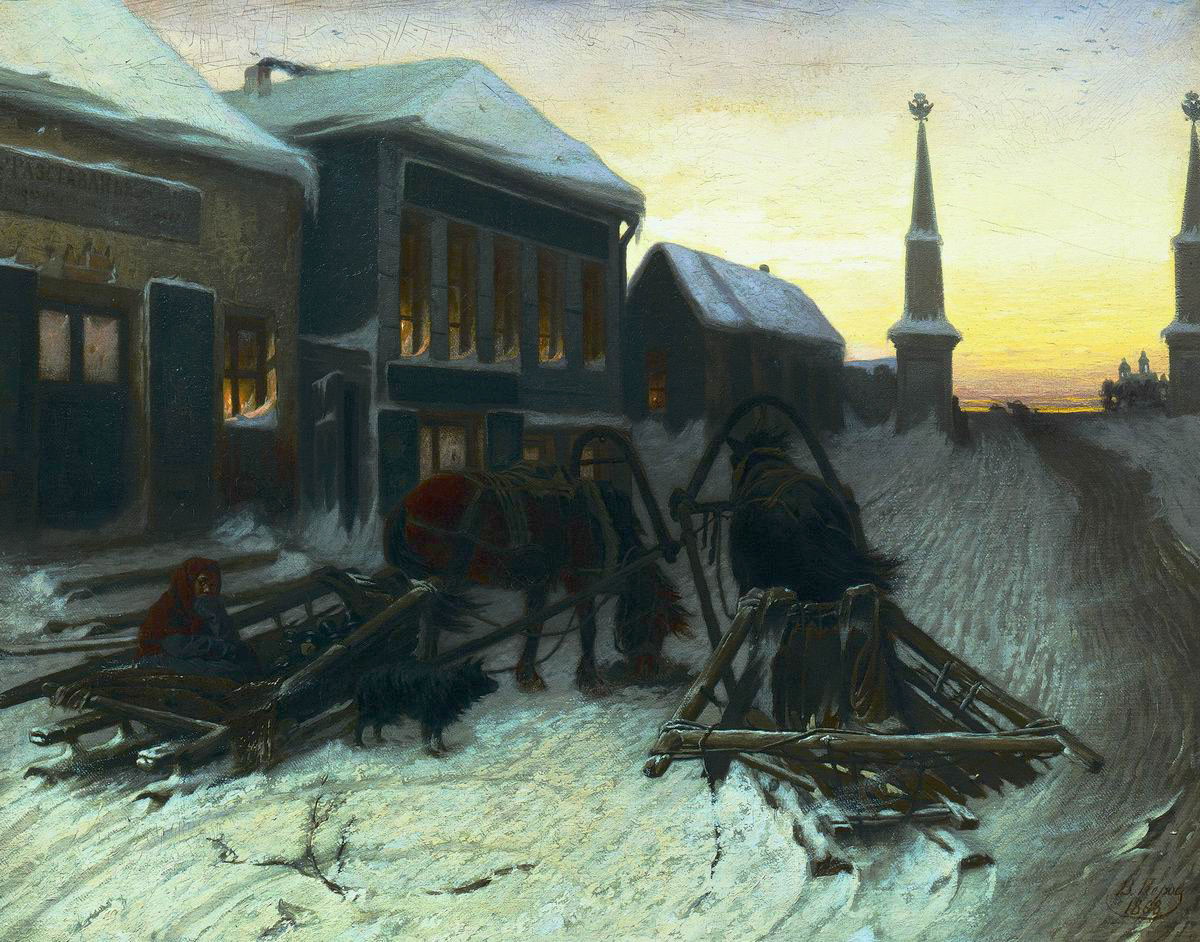
Poslední hospoda u mýta, 1868, olej na plátně
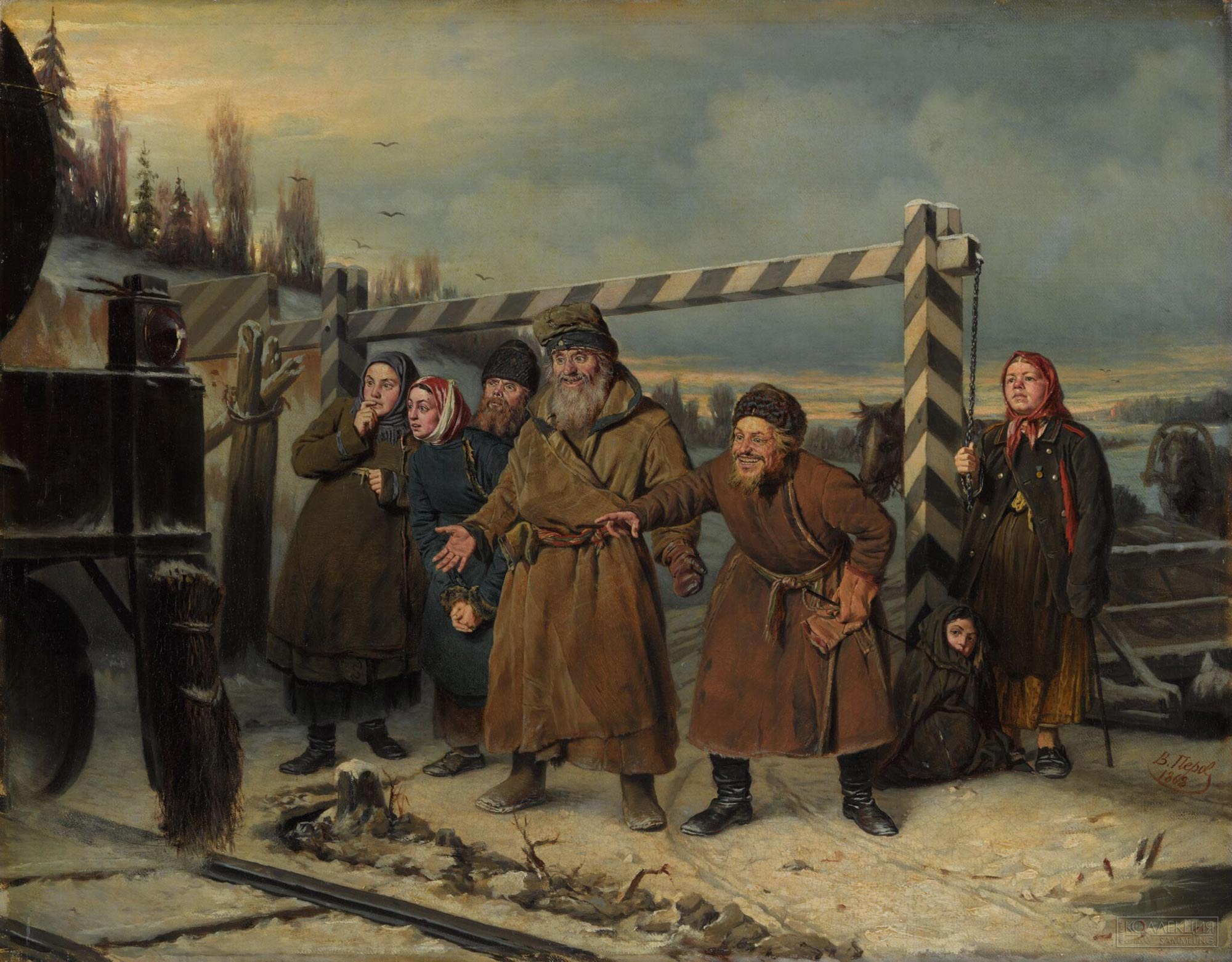
Scéna na železnici, 1868, olej na plátně
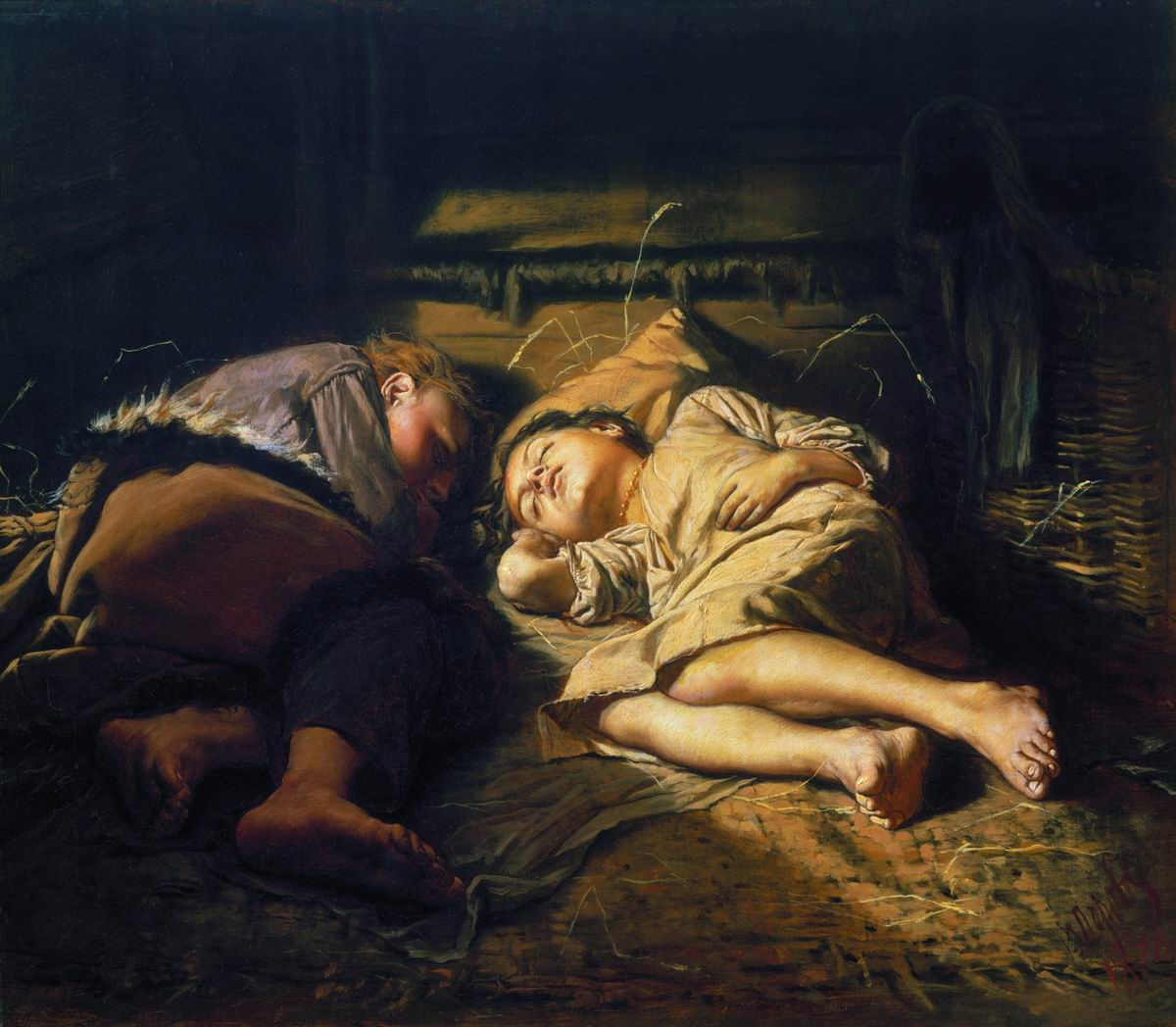
Spící děti, 1870, olej na plátně
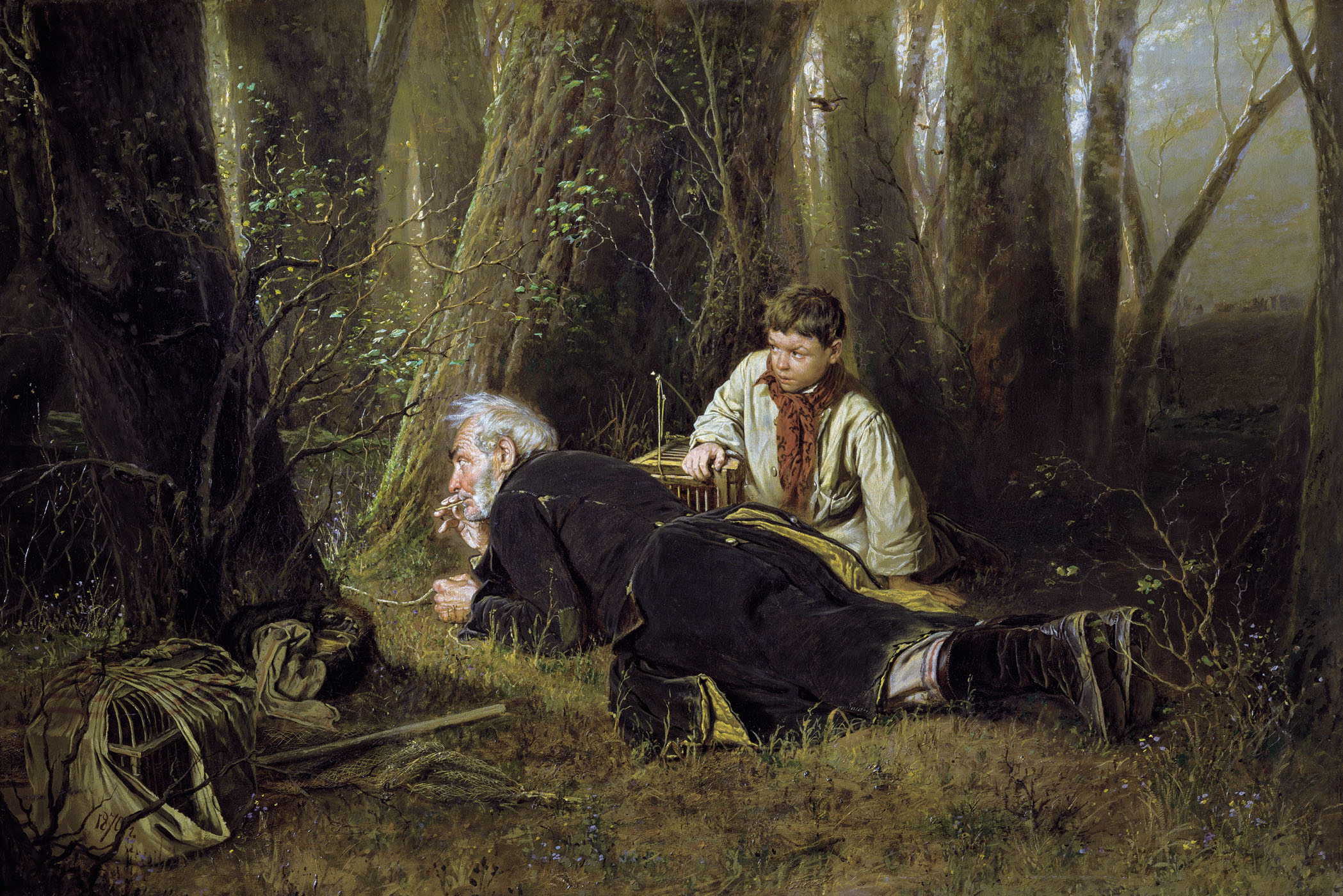
Ptáčník, 1870, olej na plátně
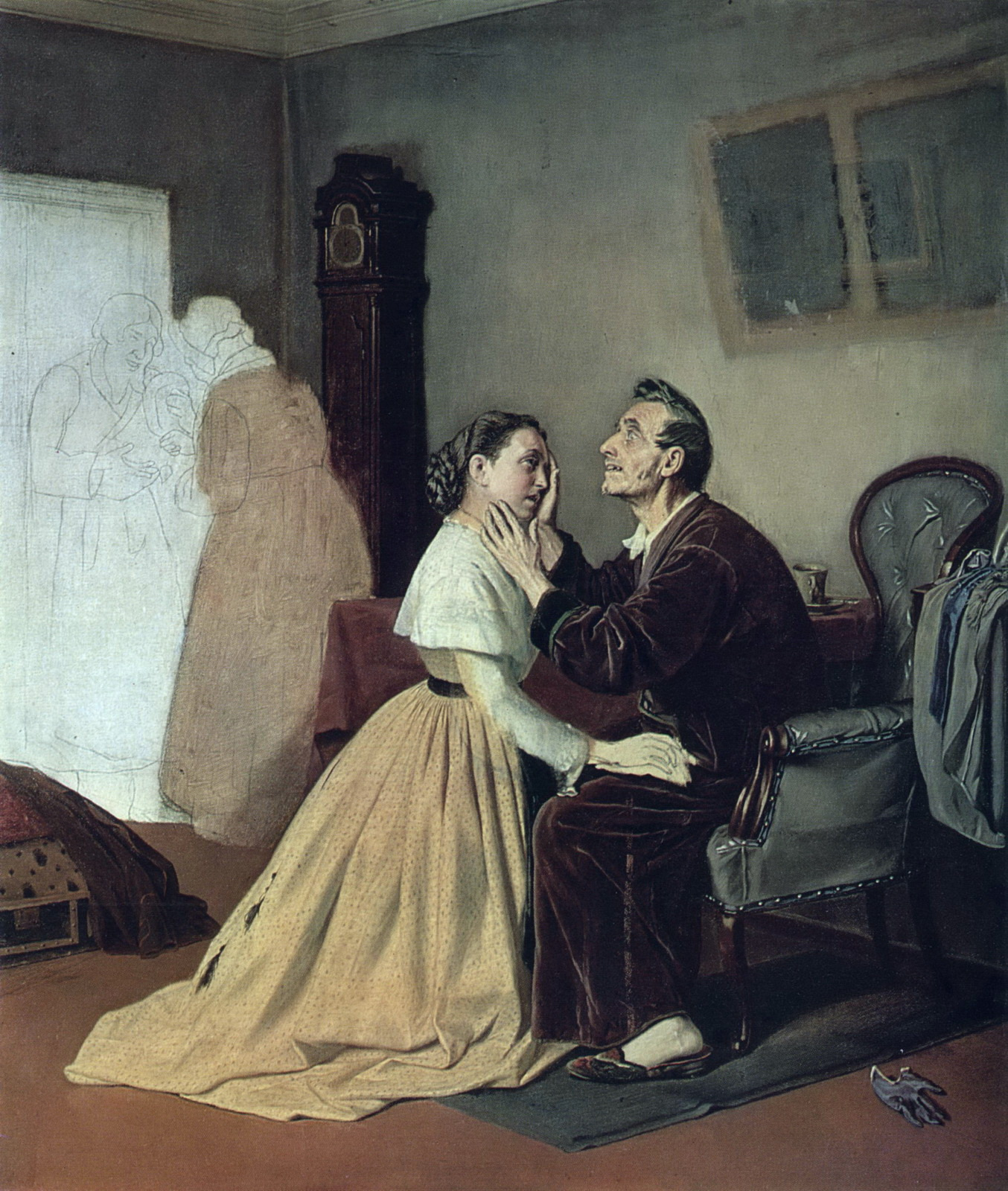
Příchod studentky ke slepému otci, 1870, skica
Odpočinek lovců, 1871, olej na plátne
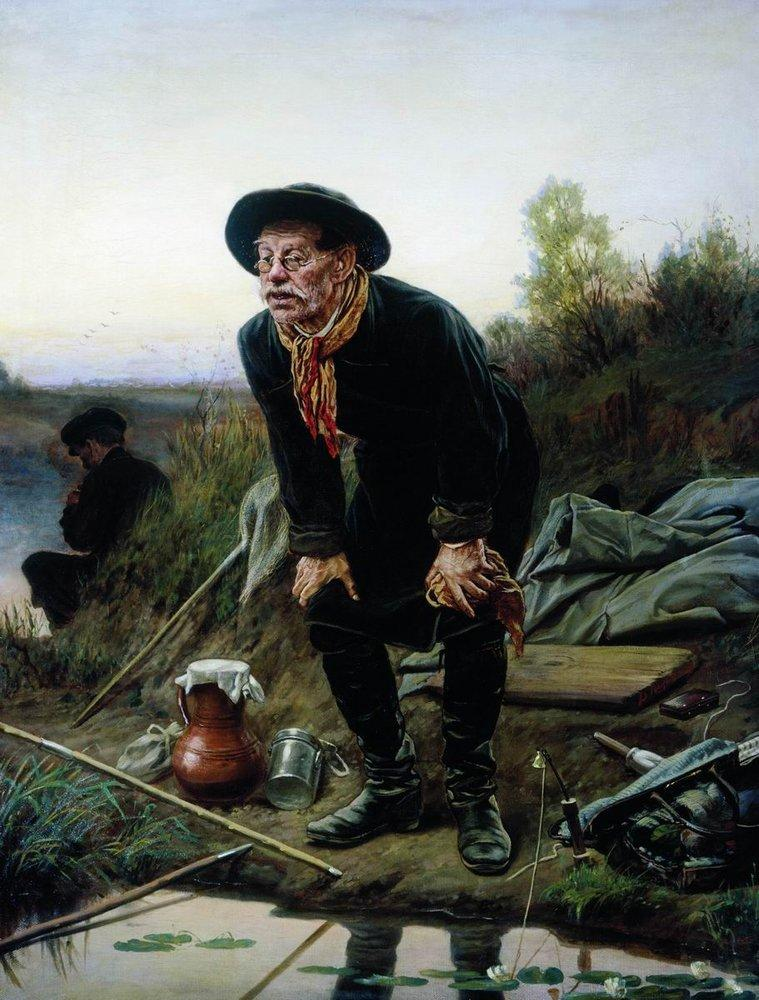
Rybář, 1871, olej na plátně
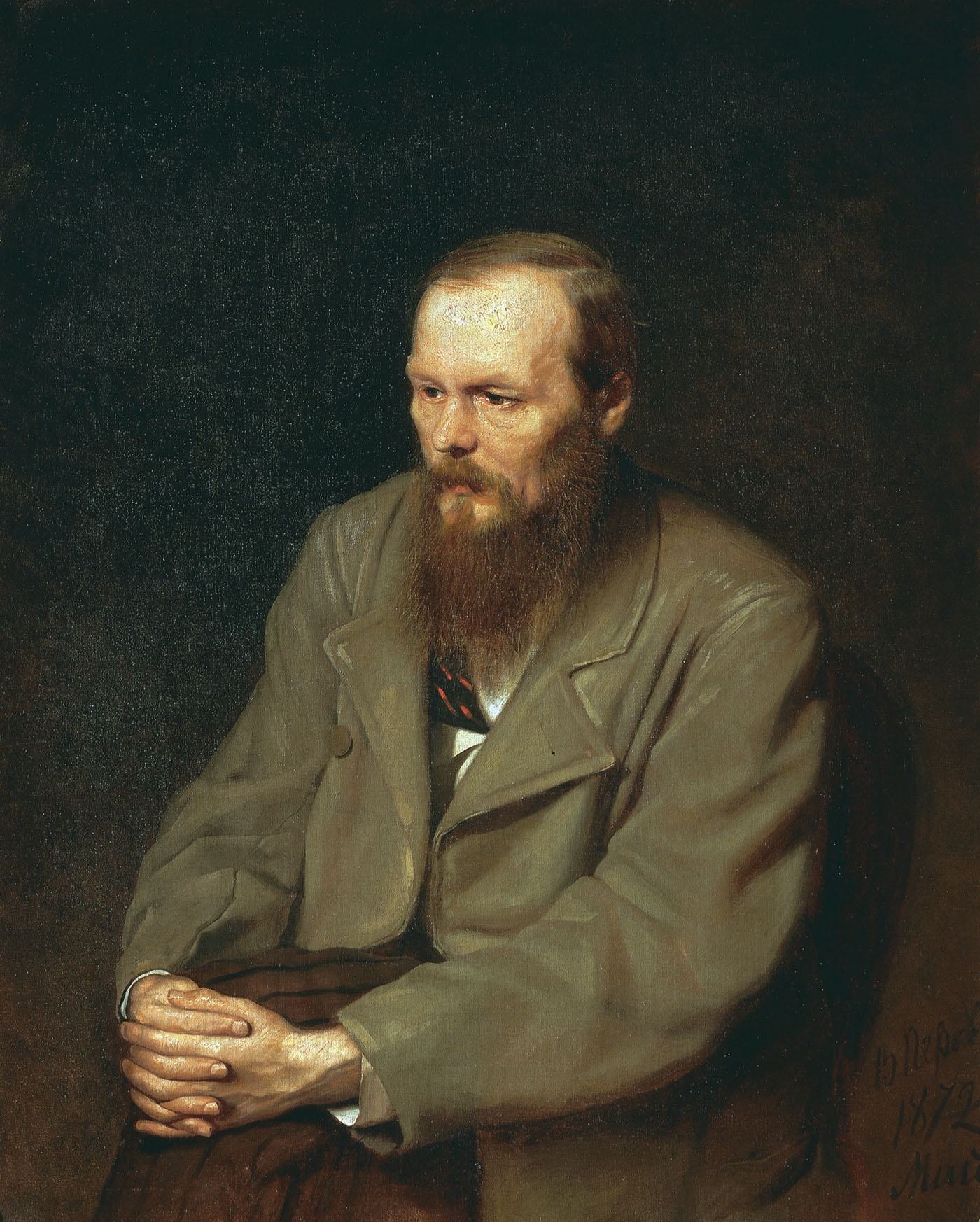
Portrét F. M. Dostojevského, 1872, olej na plátně
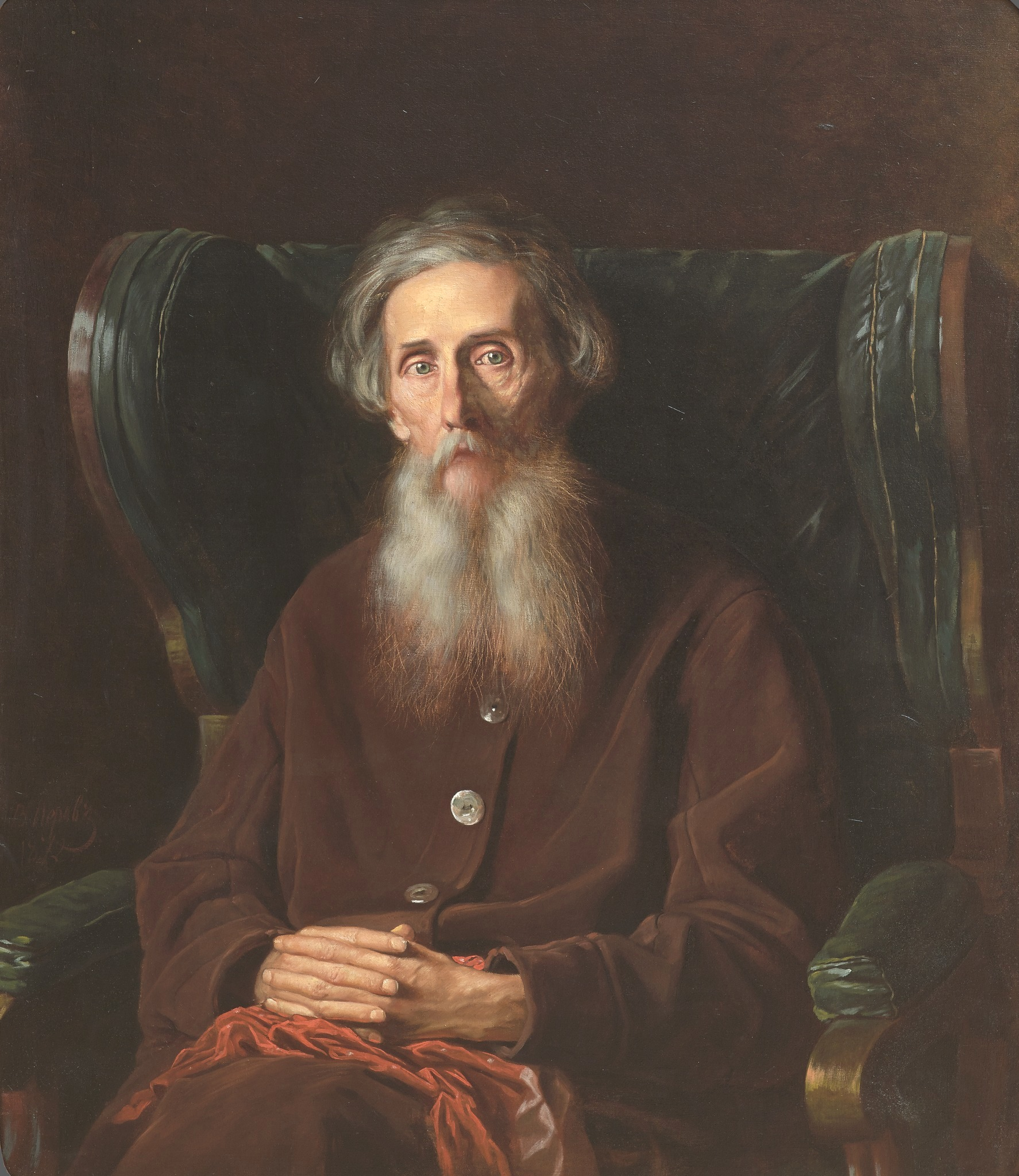
Podobizna spisovatele V. I. Dala, 1872, olej na plátně
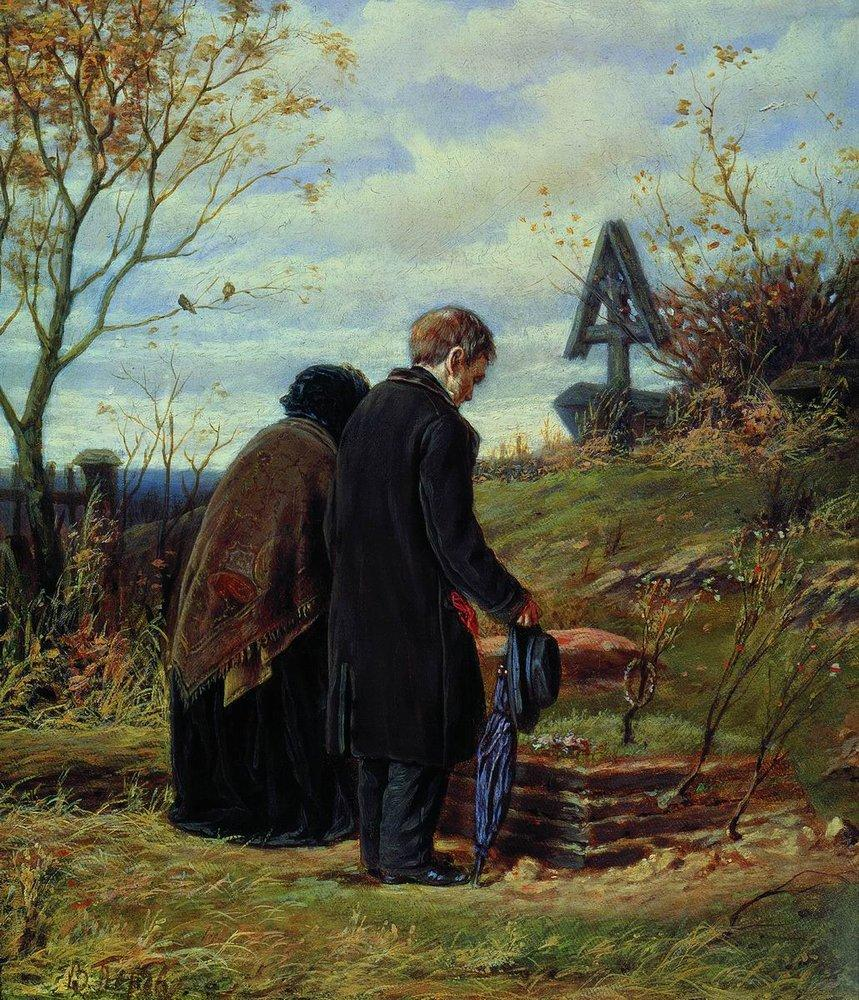
Nad synovým hrobem, 1874, olej na plátně
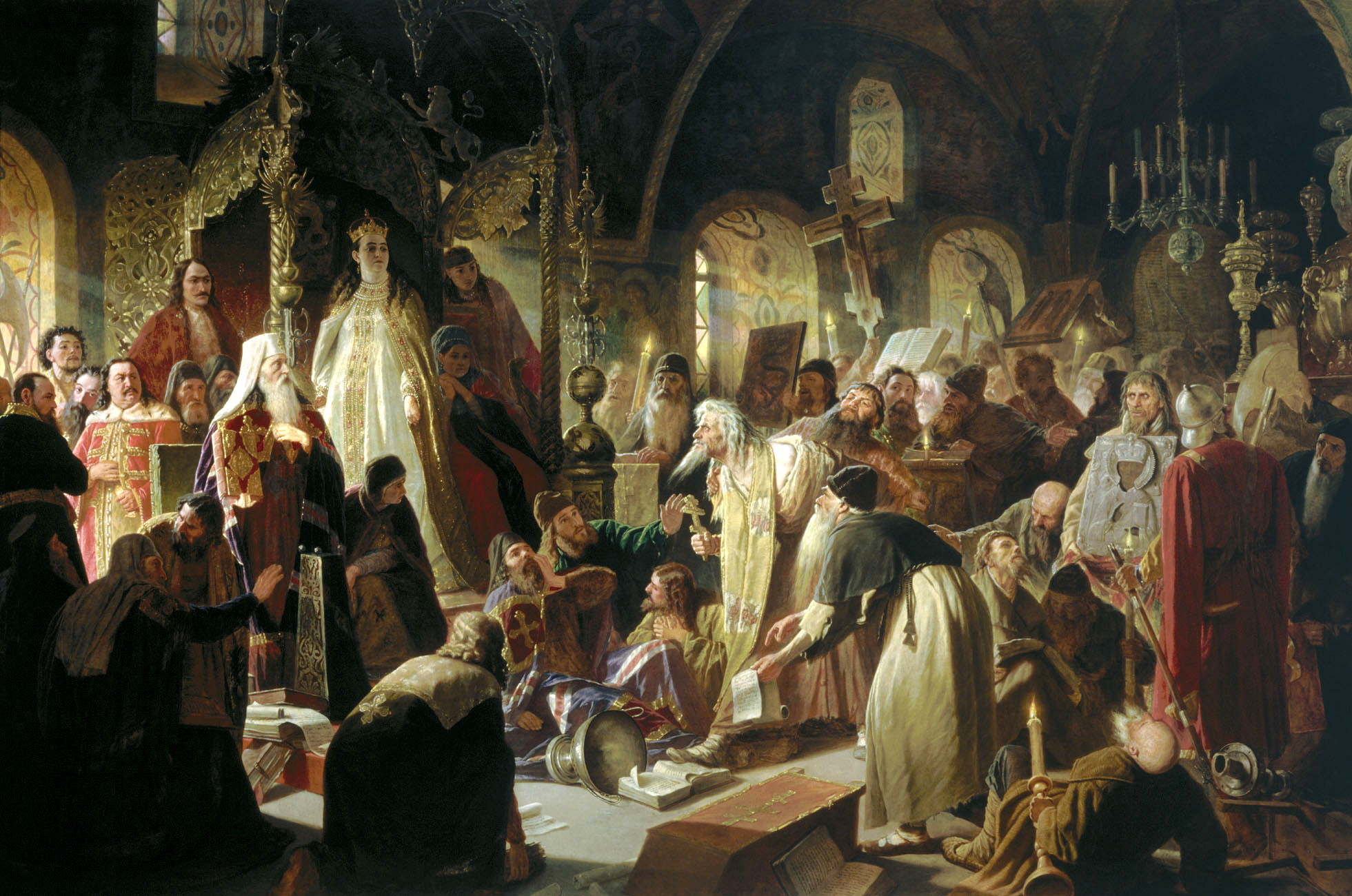
Nikita Pustoviat, 1881, olej na plátně